# لیکوالیکایی راه‌راه
لیکوالیکایی راه‌راه (نام علمی: Kenopia striata) یک گونه از پرندگان خانواده لیکویان زمینی در سردهٔ تک‌نماد Kenopia است که در برونئی، اندونزی، مالزی و تایلند یافت می‌شود. زیستگاه‌های طبیعی آن جنگل‌های دشت نمناک نیمه‌گرمسیری یا گرمسیری و باتلاق‌های نیمه‌گرمسیری یا گرمسیری است. نابودی زیستگاه آن را تهدید می‌کند.